# Jože Gregorič (zgodovinar)
Jože Gregorič, slovenski umetnostni zgodovinar in publicist, * 30. avgust 1912, Novo mesto, † 3. oktober 1943, Novo mesto.
Gregorič je od leta 1934 v Ljubljani najprej študiral slavistiko nato pa še umetnostno zgodovino. V Novem mestu je vodil restavriranje zunanjščine kapiteljske cerkve; ugotivitve o njenem stavbnem razvoju je objavil v Kroniki (1937). Med Gregoričevimi poglavitnimi razpravami pa je temeljna študija o Tintorettovi sliki Sv. Nikolaja (1938) v kapiteljski cerkvi.  V Kroniki in zborniku Dolenjska (1938) je objavil vrsto študij o umetnosti Novega mesta in Dolenjske.